# Viela Tupou
Pour les articles homonymes, voir Tupou.
Viela Tupou est une femme politique tongienne.

## Biographie
À la fin des années 1990, Tupou est nommée secrétaire des affaires étrangères.
Le 21 décembre 1999, elle est nommée pour représenter Tonga auprès du Commonwealth et de la Haute Commission britannique (en) ; elle est chef de protocole et son mari, 'Aloua Fetu'utolu Tupou (en), haut commissaire auprès du Commonwealth. Le couple prend poste en mai.
En septembre 2004, 'Aloua Fetu'utolu Tupou devient ministre de la défense et Viela Tupou prend le poste de haute commissaire.
En avril 2005, 'Aloua Fetu'utolu Tupou meurt,. La même année, elle quitte son poste et est nommée lord-chambellan de Tonga auprès de George Tupou V. En 2019, elle quitte son poste et est remplacée par Tania Laumanulupe Tupou.